# Luddington (Lincolnshire)
Pour les articles homonymes, voir Luddington.
Luddington est un village et une ancienne paroisse civile du Lincolnshire, en Angleterre.